# Aegon Magyarország Pénztárszolgáltató Rt.
Az Aegon Magyarország Pénztárszolgáltató Részvénytársaság (Aegon Pénztárszolgáltató) Magyarország egyik legnagyobb magán- és önkéntes nyugdíjpénztára, a holland Aegon N. V. csoport tagja. Több nyugdíjpénztár felügyeletét, illetve adminisztrációját végzi.

## Története
- 1995. szeptember: az Aegon Nyugdíjalapkezelő Kft. megalapítása
- 1998. március: átalakulás részvénytársasággá, Aegon Nyugdíjpénztár Szervező és Szolgáltató Rt. néven
- 2004. május: névváltoztatás (Aegon Magyarország Pénztárszolgáltató Rt.)

## Felügyelt nyugdíjpénztárak
- Aegon Magyarország Önkéntes és Magánnyugdíjpénztár[1]
- Első Tiszántúli Mezőgazdasági Önkéntes Nyugdíjpénztár (2002)[2]
- Magyar Ügyvédek Önkéntes Nyugdíjpénztára (2002)[2]
- Siemens Önkéntes Nyugdíjpénztár (2001)[2]
- Enyingi Agrár Nyugdíjpénztár (2000)[2]
- Tiszaújvárosi Regionális Nyugdíjpénztár[3]
- Gyöngyház Magánnyugdíjpénztár beolvadás (1999)[2]
- Cívis Nyugdíjpénztár beolvadás (1999)[2]
- Baranya 25 Nyugdíjpénztár beolvadás (1999)[2]
- Kőrös Nyugdíjpénztár beolvadás (1998)[2]
- Fraternite Nyugdíjpénztár beolvadás (1998)[2]
- AHICO Nyugdíjpénztár beolvadás (1997)[2]

## Jellemzők
- vagyonkezelő: AEGON Magyarország Befektetési Alapkezelő Rt.
- tagok száma: 486 634 fő[4]
- vagyon: 248 794 553 000 Ft[4]

## Vezetők tisztségviselők
- ellenőrző-bizottság:[5] Dr. Máhig Péter (elnök), Bartók János, Fluck Benedek, Friedrich Zoltán, Poszpischil László, Szabó Tibor, Varga Ildikó
- igazgatótanács:[5] Bánfalvi István (elnök), Bodor Péter, dr. Gáti György, dr. Kepecs Gábor, Harnos András, Horváth Andrea, Vereczki András

## Érdekességek
- a pénztárszolgáltató azáltal, hogy vagyonkezelését csoporton belüli cég végzi, költségcsökkenést ér el a vagyonkezelést kiszervező cégekkel szemben